# SN 2011jr
SN 2011jr – supernowa typu Ia, odkryta 25 grudnia 2011 roku w galaktyce UGC 3676. W momencie odkrycia, miała maksymalną jasność 17,2m.